# 마이칼 톰슨

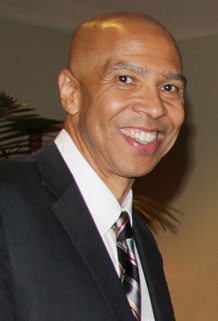
2014년 모습

마이칼 톰슨(Mychal Thompson, 본명: Mychal George Thompson, 1955년 1월 30일 ~ )은 바하마 스포츠 평론가이자 전직 프로 농구 선수이다. 1978년 NBA 드래프트에서 전체 1순위로 지명된 톰슨은 미네소타 대학교에서 센터 포지션을 맡았고, 전미 농구 협회(NBA)의 포틀랜드 트레일블레이저스, 샌안토니오 스퍼스, 로스앤젤레스 레이커스에서 센터 (농구) 및 파워 포워드로 활약했다. 톰슨은 1980년대 쇼타임 시대에 레이커스와 함께 두 번의 NBA 챔피언십에서 우승했다. 농구 선수 클레이 톰프슨과 마이셸 톰슨, 야구 선수 트레이스 톰슨의 아버지이다.

## 어린 시절
톰슨은 바하마 나소의 가톨릭 가정에서 태어났으며, 그곳에서 지역 코트에서 픽업 농구를 하며 자랐으며 경기에 대한 사랑을 키웠다.

## 경력
- 1978-1986: 포틀랜드 트레일블레이저스
- 1986-1987: 샌안토니오 스퍼스
- 1987-1991: 로스앤젤레스 레이커스
- 1991-1992: 유베카세르타 바스켓